# パチスロキン肉マン
『パチスロキン肉マン』（パチスロキンニクマン）は、2008年4月に山佐から発売されたパチスロ機（5号機）。
ゆでたまごによる日本の漫画作品およびそれを原作としたアニメ作品である『キン肉マン』を基にしたタイアップ機。液晶演出は「黄金のマスク編」を中心に展開される。

## 概要
当機にはビッグボーナスが存在せず、レギュラーボーナスである「バトルゲーム (BG)」とART「マッスルタイム (MT)」によってコインを増やすシステムである。
当機は4thリール搭載機であり、チャンスボタンである「肉ボタン」が存在する。3枚掛け専用機で変則7ライン。なお1st - 3rdリールの小山・小V形ラインは山佐の7ライン機ではおなじみの「エクストラライン」となっており、本機種の場合は、順押しで小山・小V形にノーマルリプレイもしくは小役が揃うとバトルゲーム成立が確定する。
『キン肉マン』生誕29（肉）周年記念として2008年に発売された。
なお、後継機である「パチスロキン肉マン キン肉星王位争奪編」が、2012年10月8日に稼動開始している。

## スペック

### バトルゲーム
レギュラーボーナス。赤7・青7・黒7揃いとゴング丼の4種類のボーナスが存在する。獲得枚数（純増枚数）はいずれも49枚。ゴング丼は目押しをしなくても揃う。
BGに突入すると、正義超人が悪魔超人と7ゲームのバトルを繰り広げ、勝利するとマッスルタイムへと突入する。敗北すると通常画面に戻る（内部的にはナビなしのRTに突入し、RT中は台の枠が点滅している）。対戦カードによってマッスルタイムへの突入期待度が変化する。主に対戦カードはランダムで決定されるが、選ばれた3パターンを選択することができる時もある。BG中に敗北しても、肉ボタンが光った場合、連打することによって復活し逆転勝利をすることもある。BG後に敗北画面になったり、肉ボタン演出をキャンセルしたりすると、銀のマスクが出現して肉ボタンが光ることによって復活し、マッスルタイムへ突入することがある。
また、BG突入時にバトルが開始されずOPムービーが流れるとマッスルタイムの突入が確定し、同時に設定1～5の場合では継続率50％以上の突入が確定する。『キン肉マンGo Fight!』のOPムービーが流れると継続率66%or75%滞在が濃厚（設定1 - 5の場合のみで奇数設定の可能性が高い）で、『炎のキン肉マン』のOPムービーが流れると、継続率50%or87.5%滞在が濃厚（設定1 - 5の場合のみで偶数設定の可能性が高い）である。なお、設定6は継続率が1.56％と一定ながら、マッスルタイム突入時の約14%でそれぞれの主題歌が発生する。
- キン肉マン
  - vs アシュラマン
  - vs 悪魔将軍
  - vs キン骨マン（マッスルタイム突入確定）
- テリーマン
  - vs アシュラマン
- ロビンマスク
  - vs ジャンクマン
- ブロッケンJr.
  - vs ザ・ニンジャ
- ジェロニモ
  - vs サンシャイン

### マッスルタイム
次回BGまで継続確定のART（アシストタイムとリプレイタイムの複合）。マッスルタイムの略称として「MT」とも呼ばれる。リプレイ確率が大幅に上がり、10枚役とARTパンク役のシングルボーナスの成立をナビしてくれる。当機はこれがメインでコインを増やすゲームシステム。
- サンドバッグの色で10枚役をナビする。その色の7図柄を左リールに目押しすれば10枚役が揃う。
- ARTパンク役であるシングルボーナス成立時は必ずナビされ、キン肉マンのアップが出れば4thリールに赤い「POWER」図柄を、テリーマンのアップが出れば青い「TECHNIC」図柄を目押しすれば確実に外すことができるが、目押しミス等をしてシングルボーナスが入賞するとATに格下げされてしまう（ただし、その後のボーナス成立後に次回継続確定すれば再びARTに昇格する）。
- BG成立で終了するが、継続抽選に当たればBG終了後引き続きMTに突入する。最大継続率は87.5%。設定6のみゴングBGのMT突入率は全設定中どのモードに滞在していても高めで各7絵柄でのMT突入率も一律87.5%と高いが、継続率は一律1.56%となるため、継続抽選にはほぼ落選するが、初当り突入率が高いため、見た目は連チャンする。
- MT中のBG当選時には継続抽選のほかに、初当たり抽選も同時にしており、もし初当たり抽選にも当選していればその回数はストックされ、継続抽選に外れた際に発動される。
- 初当たりおよび継続率はBGの種類およびモード、設定によって決定される。
- MTが7連するごとにステージが変更される。単発 - 6連は夕方ステージ、7連 - 13連は夜ステージで、14連以降はストックがある等の特定条件でハワイステージへ移行する。ストックのない場合は、14連以上継続してもハワイステージへの移行はされないが、ストックがあっても必ずしもハワイステージに移行するわけではない。
- MT突入時には登場キャラクターのカットインと「マッスルタイム！」という掛け声が挿入される。通常、BGで勝利した正義超人がカットインするが、2連目以降に勝利したBGで、そのBGのストックが濃厚だとウォーズマン、ストック確定だとバッファローマンが登場することがある。また、ハワイステージでストック確定の場合プリンス・カメハメがカットインすることがある。また、MT消化中にBGMが『キン肉マンGo Fight!』か『炎のキン肉マン』のどちらかに変化する場合があるが、この場合MTのストックありが確定する。ただし、これらのストックあり確定演出が発生した時点で設定6の可能性はほぼなくなる。

### モード
本機は高確率モードと低確率モードのどちらかに滞在し、さらに高確率モード（高確率A - Dのどれか）、低確率モード（低確率A - Dのどれか）、それぞれ4種類に分かれており、合計8種類のモードのどこかに滞在している。
- 通常時はベル成立で低確から高確への抽選を、ハズレ・リプレイ・3択ベル・パンク役成立時に高確から低確への抽選をしている。
- 通常時に肉ボタン演出の時に、肉ボタンを押してリプレイが成立せずににんにく演出が発生すると、低確率Dモード滞在確定（天井モード）となる。
- ゴング丼を揃えるとき第3停止時に「バキューン!!」という銃声が鳴ると高確率モードが確定する。
- ARTに当選しなかったゴング丼揃いのバトルゲームの際は高確への移行抽選がおこなわれる。また、同じ高確でもランクの高いモードに上がることもある。
- 7揃いのバトルゲームはモードに関係なくマッスルタイムへの突入抽選および継続抽選がおこなわれる。なお、赤7は突入しやすいが継続しにくい（なお、初当り時の赤7で『キン肉マンGo Fight!』か『炎のキン肉マン』の主題歌が発生すれば設定6濃厚となる）、黒7は突入しにくいが継続しやすい、青7はその中間という特徴がある。黒7で初当たり時にマッスルタイムに突入した場合、75%or87.5%の継続率（設定1 - 5の場合のみ）が確定する。また、設定6の場合は絵柄に関係なく、7揃いの87.5%の確率で突入する。

### 肉ボタン
- 通常時およびバトルゲーム中の演出に使われる。
- ART突入時に押すと色が変化する。赤に変化した場合は50%以上、レインボーに変化した場合は75%以上の継続率が確定する（ただし、赤やレインボーに変化した時点で設定6の可能性は完全に否定される）。また、継続ごとに色は変わる。
- 通常時に長押しすることでボーナス成立確率やスランプグラフを見ることができる（ホールによっては見られない場合もある）。

### ボーナス確率
| 設定 | 機械割 | REG確率 | 7揃いBG | 赤7BG  | 青7BG  | 黒7BG  | ゴングBG |
| ---- | ------ | ------- | ------- | ------ | ------ | ------ | -------- |
| 1    | 97.0%  | 1/85.7  | 1/364   | 1/1092 | 1/1092 | 1/1092 | 1/112    |
| 2    | 99.0%  | 1/84.8  | 1/347   | 1/1040 | 1/1040 | 1/1040 | 1/112    |
| 3    | 101.0% | 1/83.8  | 1/331   | 1/993  | 1/993  | 1/993  | 1/112    |
| 4    | 104.0% | 1/82.9  | 1/317   | 1/950  | 1/950  | 1/950  | 1/112    |
| 5    | 109.0% | 1/81.9  | 1/303   | 1/910  | 1/910  | 1/910  | 1/112    |
| 6    | 115.0% | 1/81.0  | 1/291   | 1/874  | 1/874  | 1/874  | 1/112    |